# Cerebratulus herculeus
Cerebratulus herculeus är en djurart som tillhör fylumet slemmaskar, och som beskrevs av Ernest F. Coe 1901. Cerebratulus herculeus ingår i släktet fläsknemertiner, och familjen Cerebratulidae. Inga underarter finns listade i Catalogue of Life.